# Мавпа взимку
Мавпа взимку (фр. Un singe en hiver) — французька кінокомедія 1962 року, режисера Анрі Вернея, з Жаном Габеном і Жаном-Полем Бельмондо у головних ролях.

## Сюжет
Господар невеликого готелю Альбер Кантен під час бомбардування їхнього містечка наприкінці війни дав клятву дружині, що кине пити, якщо вони залишаться живими. Він довго тримає слово, але одного разу в їхньому готелі посиляється молодий хлопець Габріель Фуке, який приїхав до містечка, щоб забрати з притулку дочку. Фуко ніяк не може наважитися забрати дочку. І замучений сумнівами, йде в запій, спокушаючи і Кантена. Все завершується великим п'яним неподобством з феєрверком на пляжі, який збентежує все населення міста. А потім Кантен збирається у День усіх святих на могилу отця і по дорозі розповість легенду про китайських мавп, які з настанням холодів заповнюють міста. У Китаї (він там служив в Експедиційному корпусі) вважають, що мавпи мають душу, і жителі віддають їм усе, що мають, аби вони повернулися назад. Тому в поїздах повно мавп, які їдуть назад до своїх родичів у міста.

## У ролях
- Жан Габен — Альбер Кантен
- Жан-Поль Бельмондо — Габріель Фуке
- Елла Петрі — Джорджина
- Сюзанна Флон — Сюзанн Кантен
- Габріелла Дорзіа — Вікторія
- Марселла Арнольд — епізод
- Шарль Буйо — епізод
- Анн-Марі Коффіне — Сімона
- Андре Далібер — епізод
- Елен Д'єдонне — епізод
- Женев'єва Фонтанель — епізод
- Габріель Гобен — епізод
- Сільвіана Марголле — Марі
- Люсьєн Рембур — епізод
- Ганс Вернер — епізод
- Поль Франкьор — Есно
- Ноель Роквер — Ландрю
- Едуар Франкомм — епізод
- Рене Елль — епізод
- Біллі Кірнс — епізод
- Поль Мерсі — епізод
- Анрі Верней — епізод

## Знімальна група
- Режисер — Анрі Верней
- Сценаристи — Мішель Одіар, Франсуа Буайє
- Оператор — Луї Паж
- Композитор — Мішель Мань
- Художник — Робер Клавель
- Продюсер — Жак Бар